# سقاء (أجنة)
المنبار أو النِتويس أو السقاء أو اللقانقي (/əˈlæntɔɪs/؛ الجمع أسقية) هو جزءٌ من حمل الحيوان النامي (الذي يتكون من جميع الأنسجة الجنينية والأنسجة خارج الجنينية). ويساعد السقاء الجنين على تبادل الغازات ومعالجة الفضلات السائلة.
ومن خلال السقاء والسلى والمشيماء (الأغشية الجنينية الأخرى) يتم تصنيف البشر والثدييات الأخرى باعتبارها حيوانات سلوية. وتتضمن الحيوانات السلوية الأخرى الزواحف والديناصورات والطيور. ومن الفقاريات، تفتقر السماكيات (الأسماك والبرمائيات) فقط إلى هذه البنية.

## الوظيفة
تشارك هذه البنية المشابهة للكيس بشكل أساسي في التغذية والإخراج، وهي مكففةٌ بـأوعية دموية. وتتمثل وظيفة السقاء في جمع الفضلات السائلة من الجنين، وأيضًا تبادل الغازات التي يستخدمها الجنين.

### في الزواحف والطيور وأحاديات المسلك
تطورت البنية أولاً في الزواحف والطيور كخزانٍ للفضلات النيتروجينية، وأيضًا كوسيلةٍ لبث الأكسجين للجنين. ويمتص السقاء الأكسجين من خلال قشرة البيضة. ويؤدي السقاء وظيفة مماثلة في أحاديات المسلك، وهي ثدييات بَيُوضة.

### في معظم الجرابيات
في معظم الجرابيات، يكون السقاء لا وعائيًا - أي لا توجد به أوعية دموية - إلا أنه يظل يفي بالغرض وهو تخزين الفضلات النيتروجينية (NH3). فضلاً عن ذلك لا تندمج معظم أسقية الجرابيات مع المشيماء. ويُعد سقاء البندقوط استثناءً، حيث توجد به جملة وعائية، وهو يندمج مع المشيماء.

### في الثدييات المشيمية (الثدييات الرحمية)
في الثدييات المشيمية، يكون السقاء جزءًا من محور نمو الحبل السري ويشارك في تكوينه.
- يتكون سقاء الفأر من نسيج أديمي متوسط، والذي يخضع لتكوُّن الأوعية لتشكيل كلٍ من الشريان والوريد السريين كاملي النمو.[4]
- السقاء البشري هو اندلاق أديمي باطني من المعى الخلفي النامي والذي يصبح محاطًا بالسويقة الرابطة للأديمة المتوسطة. وتُشكل السويقة الرابطة جملةً وعائيةً سريةً[بحاجة لمصدر]. وتتصل المثانة الجنينية بالسقاء عن طريق المريطاء (وهي قناة جنينية تصل المثانة بالسقاء) التي تُزيل الفضلات النيتروجينية من المثانة الجنينية.[5] ويكون السقاء أثاريًا وقد يكون تراجعيًا، ومع ذلك تستمر الأوعية الدموية المثلية في صورة شرايين وأوردة سرية تربط الجنين بالمشيمة.[6]

## الأمراض
قد ينتج عن السقاء السالك كيسة مريطائية.

## أصل الكلمة
هذا المصطلح مشتق من الكلمات اليونانية ألانتو (allanto)- والتي تعني النقانق (السجق)، وإيدوس (eidos) والتي تعني الشكل أو التشابه.

## صور إضافية

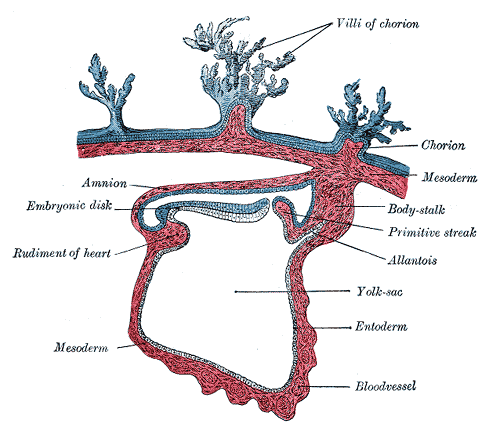
مقطع عبر الجنين.
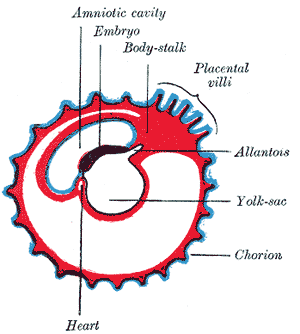
رسمٌ بيانيّ يوضح المراحل المتأخرة من تَكَوُّنِ السقاء مع بداية انقباض الكيس المحيّ.
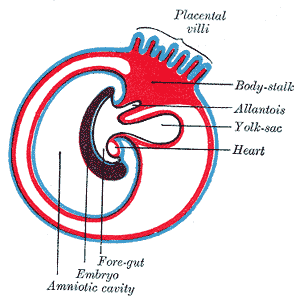
رسمٌ بيانيّ يوضح توسع السلى وتحديد السرة.
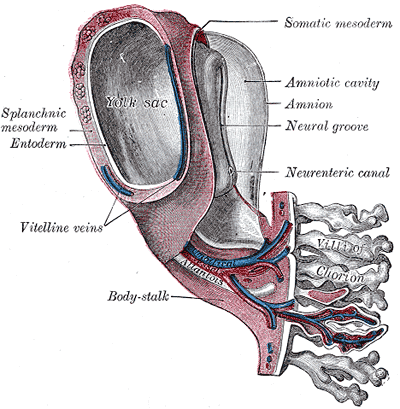
نموذج لجنين بشري طوله 1.3 ملم.
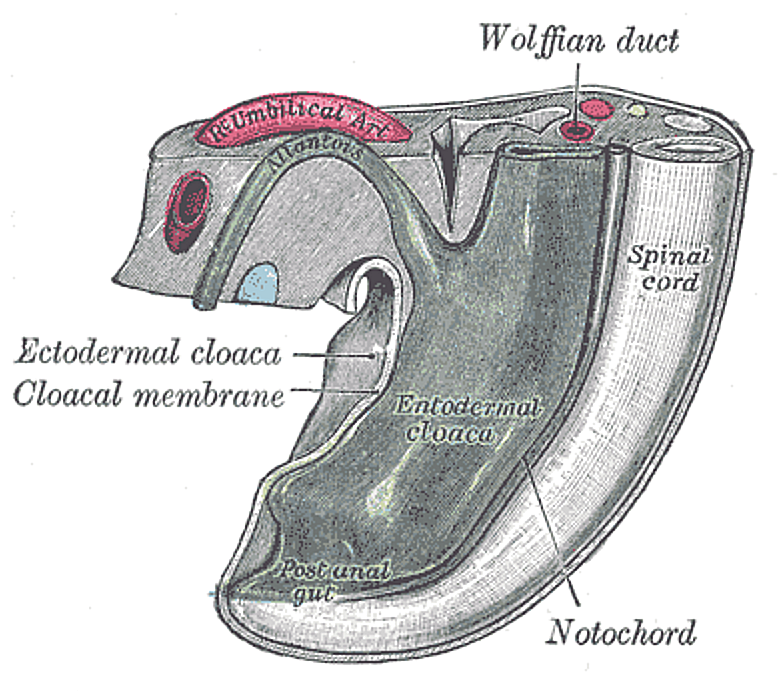
نهاية ذيل جنين بشري يبلغ عمره من خمسة عشر إلى ثمانية عشر يومًا.
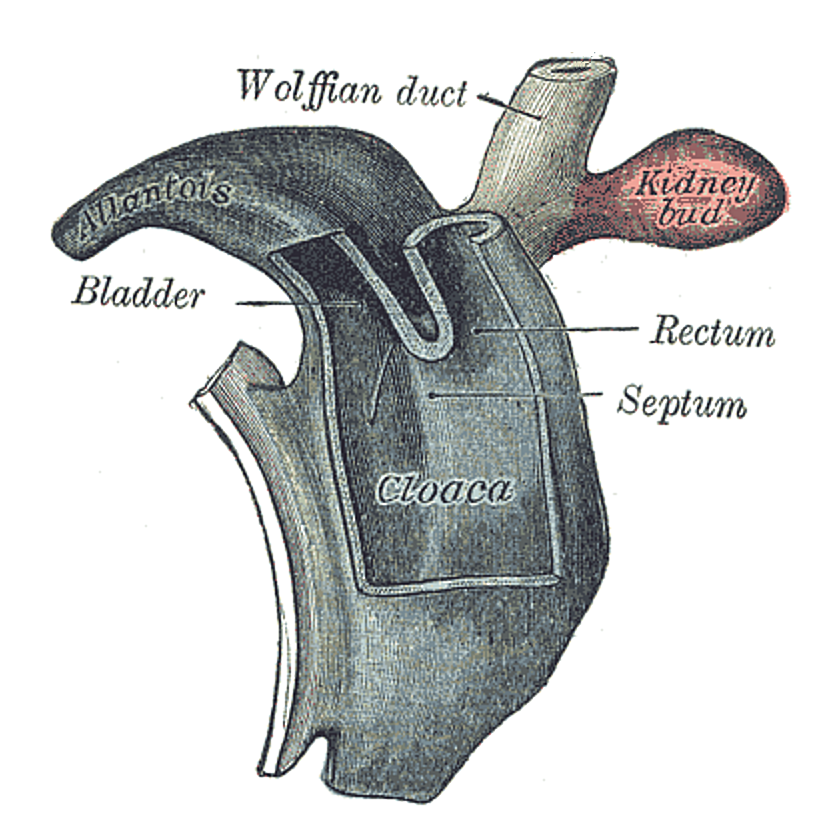
مذرق من جنين بشري يبلغ عمره من خمسة وعشرين إلى سبعة وعشرين يومًا.
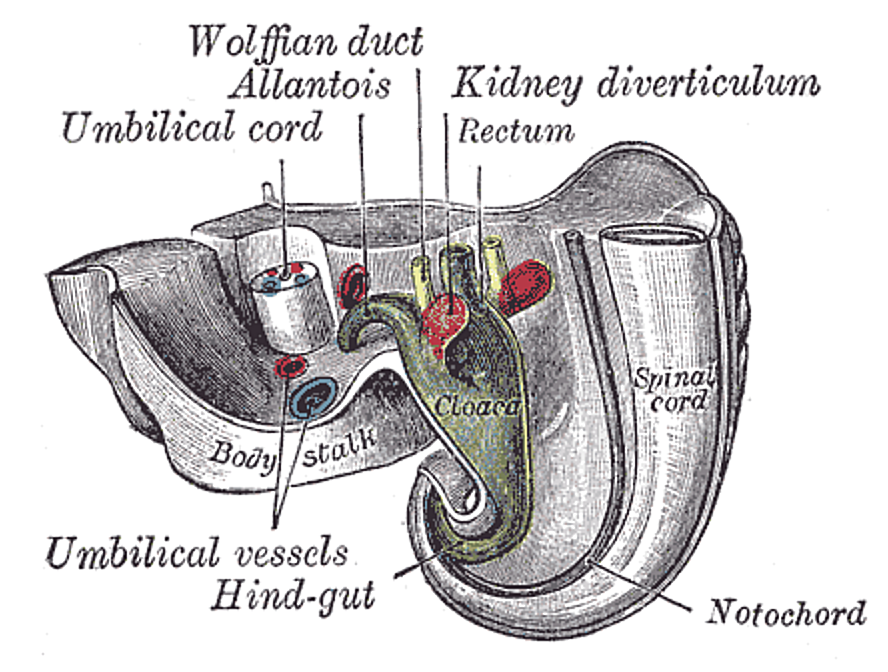
نهاية ذيل جنين بشري يبلغ عمره من خمسة وعشرين إلى تسعة وعشرين يومًا.
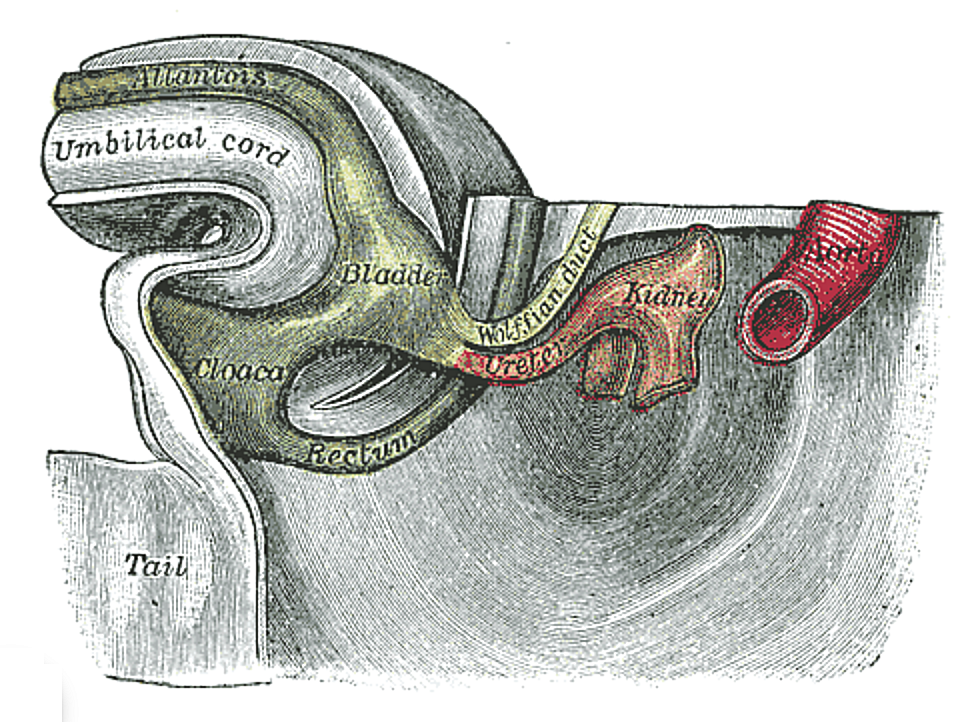
نهاية ذيل جنين بشري يبلغ عمره من اثنين وثلاثين إلى ثلاثة وثلاثين يومًا.
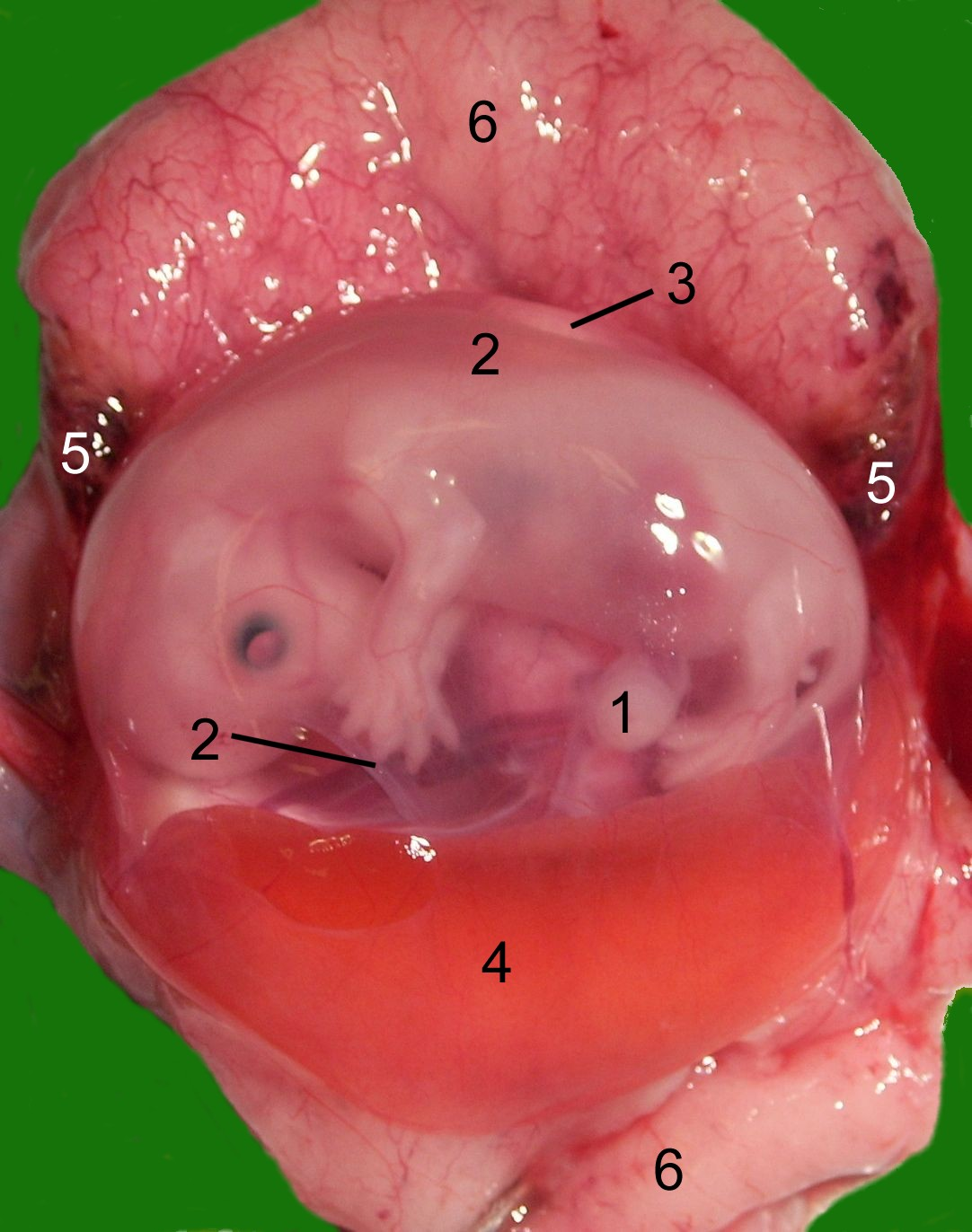
رحم مفتوح يحمل جنين قط في منتصف الحمل: 1 السرة، 2 السلى، 3 السقاء، 4 الكيس المحي، 5 ورم دموي هامشي نامي، 6 جزء أمومي من المشيمة (بطانة الرحم)
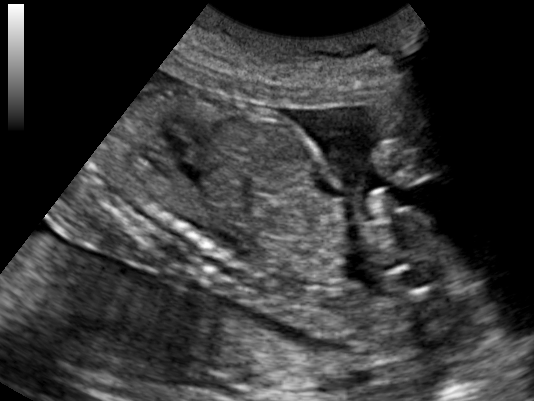
موجات فوق صوتية لجنين توضح قناة المريطاء من المثانة إلى السرة.
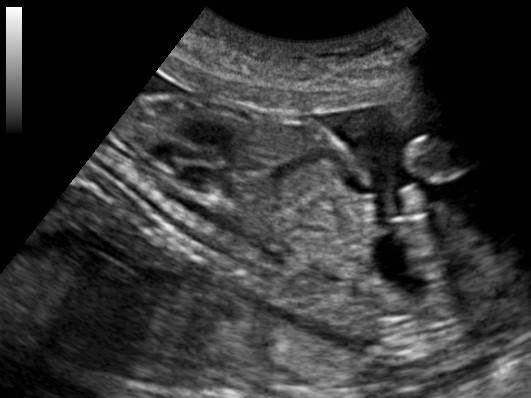
موجات فوق صوتية لجنين توضح قناة المريطاء من المثانة إلى السرة.
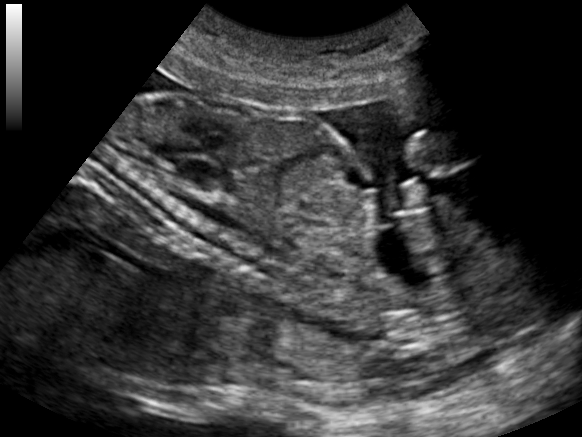
موجات فوق صوتية لجنين توضح قناة المريطاء من المثانة إلى السرة.
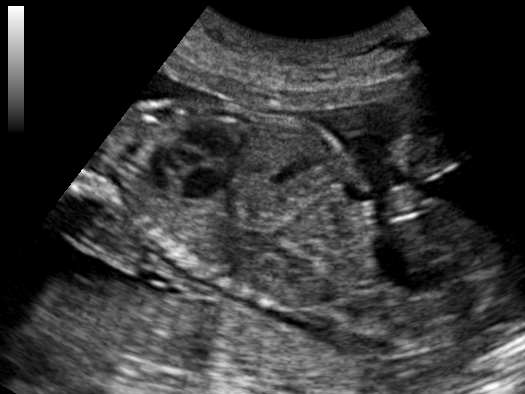
موجات فوق صوتية لجنين توضح قناة المريطاء من المثانة إلى السرة.
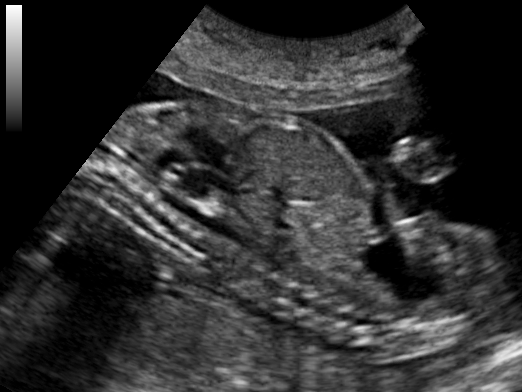
موجات فوق صوتية لجنين توضح قناة المريطاء من المثانة إلى السرة.

## وصلات خارجية
- Diagram at University of Texas - Arlington